# 한국농업기술진흥원
한국농업기술진흥원( Korea Agriculture Technology Promotion Agency)은 농업기술경영을 통한 농산업 육성·지원 전문 기관으로 농업 R&D 성과를 농업 경영체, 농식품기업 등에 확산·전파하여 농산업의 규모화와 산업화를 촉진하고 농업 경쟁력 향상과 농업 발전에 기여하기 위해 2009년 9월 설립된 농촌진흥청 산하 위탁집행형 준정부기관이다. 국가균형발전특별법에 따라 2014년 전라북도 익산시로 이전이 결정되었고 2017년에 이전하였다.

## 설립근거
- 농촌진흥법[1]

## 주요기능 및 역할
- 연구개발성과의 실용화를 위한 중개 및 알선
- 연구개발성과의 실용화를 위한 조사 및 연구
- 연구개발성과의 사업화 및 창업지원
- 특허 등 지식재산권의 위탁관리업무
- 농가 및 농업생산자 단체 등의 연구개발성과 사업화 지원
- 농산물 품질인증, 농업분야 탄소배출권 인증 및 농축산물 탄소라벨링
- 농업실용화기술정보 수집 및 제공

## 연혁
- 2009년 3월 5일 농촌진흥법 개정, 농업기술실용화재단 설립근거 마련
- 2009년 3월 16일 농업기술실용화재단 설립준비위원회 발족
- 2009년 9월 7일 설립등기 및 재단 업무 공식 개시, 전운성 이사장 취임
- 2010년 1월 29일 위탁집행형 준정부기관 지정
- 2010년 7월 5일 기술거래/평가기관 지정 (농림수산식품부)
- 2012년 9월 7일 장원석 이사장 취임
- 2017년 7월 20일 전라북도 익산시 이전
- 2022년 3월 1일 한국농업기술진흥원 명칭변경(전 농업기술실용화재단)

## 참고 자료
- 한국농업기술진흥원